# Ololygon trapicheiroi
Ololygon trapicheiroi é uma espécie de anfíbio da família Hylidae. Endêmica do Brasil, onde pode ser encontrada no estado do Rio de Janeiro.